# Canopus
Canopus (pronunciação (PE) no AFI: /kɐnopu/) ou Canopeia  (FO 1943: Canopéia) (Canopus, α Car, α Carinae, Alpha Carinae) é a estrela mais brilhante da constelação de Carina e a segunda estrela mais brilhante do céu noturno, com a magnitude aparente de −0,72.

## Detalhes astronômicos
Canopus é uma estrela supergigante branco-amarelada.  Localizada no hemisfério celeste sul, com uma declinação de −52° 42' (2000) e uma ascensão reta de 06h24.0m, é visível do Polo Sul até o Meio-Oeste dos Estados Unidos e a costa africana do Mar Mediterrâneo.
Canopus está, segundo o satélite Hipparcos, a 310 anos-luz (96 parsecs) de nosso sistema solar (baseado na medida de paralaxe de 10,43 ± 0,53 arcseg). Antes de Hipparcos, a distância estimada da estrela tinha uma ampla variação que ia de 1200 anos-luz até próximo a 96 anos-luz; se os dados fossem corretos, Canopus seria uma das estrelas mais poderosas de nossa galáxia. Como é, ela é cerca de 20.000 vezes mais brilhante que o Sol. É muito mais luminosa , intrinsecamente, que a estrela solitária que parece brilhar mais que ela vista da Terra — Sirius que é apenas 22 vezes mais luminosa que nosso sol, e depende de estar muito mais próxima de nós para superar sua rival em magnitude aparente. Na realidade, para uma grande fração de estrelas nas proximidades da posição estelar, Canopus é a "estrela mais brilhante no céu".
A dificuldade em medir a distância de Canopus se deveu a sua incomum natureza. A classificação normal para Canopus é F0 Ia, e luminosidades classe F para supergigantes são raras e não bem entendidas; elas precisam ser estrelas no processo de evolução ou estarem longe do estado de gigante vermelha. Isto tornou difícil adivinhar qual a luminosidade intrinseca é ela e quão longe ela deve estar. Medição direta foi o único modo de resolver o problema, e como estava muito distante para ser feita pelas observações de paralaxe com base na terra, uma distância mais precisa teve que esperar até o surgimento da Era das explorações espaciais .

## Papel na navegação
Para alguém vivendo no hemisfério norte, mas a uma distância suficiente para ver a estrela, ela serviu para indicar a posição do Pólo Sul. Isto naturalmente até que a bússola surgisse e se tornasse de uso comum.
Nos tempos modernos, foi achado outro uso de navegação para ela. Devido a seu brilho e posição fora do plano orbital de nosso sistema solar (o último ser em contraste a posição de Sírio), Canopus é frequentemente utilizada pelas sondas espaciais americanas para fins de navegação, usando uma câmera especial conhecida como uma "Canopus Star Tracker" em conjunto com uma "Sun Tracker".

## Origens do nome
O nome "Canopus" tem duas derivações comuns, ambas listadas na mitologia estelar de Richard Hinckley Allen, Star Names: Their Lore and Meaning; que pode ser uma questão de conjectura. Uma vem da lenda da Guerra de Troia. Como a constelação Carina faz parte da agora obsoleta, gigantesca constelação de Argo Navis, que representava o navio utilizado por Jasão e os Argonautas, à estrela mais brilhante da constelação foi dado o nome do piloto do navio da lenda grega — Canopus foi o piloto do navio de Menelau em sua expedição para reaver Helena de Troia depois dela ter sido levada por Páris.
A outra etimologia do nome é que ele teria vindo do copta egípcio Kahi Nub ("Terra dourada"), referindo-se a cor avermelhada como ela aparecia no horizonte do Egito. Há também um antigo porto egípcio em ruínas, Canopus, que aparentemente deve ter recebido o nome da estrela, localizado na foz do Nilo; onde ocorreu a Batalha do Nilo.
Ou poderia ser que o piloto, do lendário rei espartano Menelau, recebeu este nome devido ao porto, e o porto tenha se chamado "Chão dourado" devido às valiosas cargas que passaram por ele e seu cais e os lucros conseguidos lá por seus comerciantes.

## Canopus na bandeira brasileira
O estado de Goiás está representado na bandeira brasileira pela estrela Canopus.

## Outros dados
Na mitologia guanche da ilha de Tenerife (Espanha), a estrela Canopus estava ligada à deusa Chaxiraxi.